# Selección de críquet A de Indias Occidentales

La selección de críquet A de Indias Occidentales es un equipo de cricket que representa a las Indias Occidentales. Se considera el segundo nivel del cricket internacional de las Indias Occidentales, por debajo de la selección de críquet de Indias Occidentales.
Al jugar al cricket de un día, los Windies usan una camiseta marrón, con gris alrededor de los lados. La camiseta también luce el logo del West Indian Cricket Board y el nombre de sus patrocinadores, en la actualidad, Digicel. La gorra de un día es de color granate con el logotipo de WICB a la izquierda del frente, con dos franjas amarillas separadas por una franja verde que corre verticalmente a la derecha del frente. Cuando juegan al cricket de primera clase, además de sus blancos de cricket, los jardineros de las Indias Occidentales a veces usan un sombrero para el sol, que es marrón y tiene un ala ancha. El logo de WICB está en el medio del frente del sombrero. Los cascos tienen un color similar.

## Jugadores

### Equipo actual
| Nombre             | Edad       | Estilo de bateo | Estilo de bowling                      | Selección           |
| Bateadores         | Bateadores | Bateadores      | Bateadores                             | Bateadores          |
| ------------------ | ---------- | --------------- | -------------------------------------- | ------------------- |
| Sunil Ambris       | 28         | Diestro         |                                        | Islas de Barlovento |
| Jermaine Blackwood | 29         | Diestro         | Brazo derecho de giro                  | Jamaica             |
| Shamarh Brooks     | 32         | Diestro         | Giro de la pierna con el brazo derecho | Barbados            |
| Chandrapaul Hemraj | 27         | Zurdo           | Ortodoxo lento del brazo izquierdo     | Guyana              |
| John Campbell      | 27         | Zurdo           | Brazo derecho de giro                  | Jamaica             |
| Montcin Hodge      | 33         | Diestro         | Brazo derecho de giro                  | Islas de Sotavento  |
| Jonathan Carter    | 33         | Zurdo           | Medio brazo derecho                    | Barbados            |
| All-rounders       |            |                 |                                        |                     |
| Raymon Reifer      | 29         | Zurdo           | Brazo izquierdo medio-rápido           | Barbados            |
| Rovman Powell      | 27         | Diestro         | Brazo derecho medio-rápido             | Jamaica             |
| Roston Chase       | 29         | Diestro         | Brazo derecho de giro                  | Barbados            |
| Portero            |            |                 |                                        |                     |
| Devon Thomas       | 31         | Diestro         | -                                      | Islas de Sotavento  |
| Spin Bowlers       |            |                 |                                        |                     |
| Rahkeem Cornualles | 28         | Diestro         | Brazo derecho de giro                  | Islas de Sotavento  |
| Jomel Warrican     | 28         | Diestro         | Ortodoxo lento del brazo izquierdo     | Barbados            |
| Pace Bowlers       |            |                 |                                        |                     |
| Chelmar Holder     | 23         | Diestro         | Rápido con el brazo derecho            | Barbados            |
| Shermon Lewis      | 25         | Diestro         | Rápido con el brazo derecho            | Islas de Barlovento |
| Romario Shepherd   | 26         | Diestro         | Brazo derecho medio-rápido             | Guyana              |
| Oshane Thomas      | 24         | Zurdo           | Rápido con el brazo derecho            | Jamaica             |

## Resultados
| Partidos de West Indies A | Partidos de West Indies A | Equipo de primera clase contra A | Equipo de primera clase contra A | Equipo de primera clase contra A | Otros de primera clase | Otros de primera clase | Otros de primera clase | Lista A v A equipo | Lista A v A equipo | Lista A v A equipo | Otra lista A | Otra lista A | Otra lista A |
| Período                   | Lugar                     | PG                               | PE                               | PP                               | PG                     | PE                     | PP                     | PG                 | PP                 | SR                 | PG           | PP           | SR           |
| ------------------------- | ------------------------- | -------------------------------- | -------------------------------- | -------------------------------- | ---------------------- | ---------------------- | ---------------------- | ------------------ | ------------------ | ------------------ | ------------ | ------------ | ------------ |
| 1991-1992                 | Indias occidentales       | 2                                | 1                                | 0                                | -                      | -                      | -                      | -                  | -                  | -                  | -            | -            | -            |
| 1994-1995                 | Indias occidentales       | -                                | -                                | -                                | -                      | -                      | -                      | -                  | -                  | -                  | 1            | 2            | 0            |
| 1996-1997                 | Sri Lanka                 | 2                                | 1                                | 0                                | 0                      | 1                      | 0                      | 1                  | 2                  | 0                  | 1            | 0            | 0            |
| 1997-1998                 | Sudáfrica                 | 0                                | 0                                | 3                                | 2                      | 2                      | 0                      | 0                  | 2                  | 1                  | 0            | 1            | 1            |
| 1997-1998                 | Indias occidentales       | -                                | -                                | -                                | 0                      | 1                      | 0                      | -                  | -                  | -                  | -            | -            | -            |
| 1998-99                   | Indias occidentales       | -                                | -                                | -                                | 0                      | 1                      | 0                      | -                  | -                  | -                  | -            | -            | -            |
| 1998-99                   | Bangladés                 | -                                | -                                | -                                | 1                      | 0                      | 0                      | -                  | -                  | -                  | 1            | 2            | 0            |
| 1998-99                   | India                     | 2                                | 0                                | 0                                | 0                      | 2                      | 0                      | 2                  | 1                  | 0                  | 1            | 0            | 0            |
| 1998-99                   | Indias occidentales       | -                                | -                                | -                                | 1                      | 0                      | 1                      | -                  | -                  | -                  | -            | -            | -            |
| 1999-2000                 | Indias occidentales       | 0                                | 2                                | 0                                | 1                      | 0                      | 0                      | 1                  | 0                  | 1                  | -            | -            | -            |
| 2000                      | Indias occidentales       | 0                                | 2                                | 0                                | -                      | -                      | -                      | 0                  | 2                  | 0                  | -            | -            | -            |
| 2002                      | Inglaterra                | -                                | -                                | -                                | 1                      | 3                      | 1                      | -                  | -                  | -                  | 3            | 2            | 0            |
| 2005                      | Sri Lanka                 | 1                                | 0                                | 2                                | -                      | -                      | -                      | 1                  | 3                  | 0                  | -            | -            | -            |